# Guadalupe Victoria, Amatán
Guadalupe Victoria är en ort i Mexiko.   Den ligger i kommunen Amatán och delstaten Chiapas, i den sydöstra delen av landet, 700 km öster om huvudstaden Mexico City. Guadalupe Victoria ligger 556 meter över havet och antalet invånare är 682.
Terrängen runt Guadalupe Victoria är kuperad åt nordost, men åt sydväst är den bergig. Runt Guadalupe Victoria är det ganska tätbefolkat, med 75 invånare per kvadratkilometer. Närmaste större samhälle är Amatán, 5,7 km öster om Guadalupe Victoria. Omgivningarna runt Guadalupe Victoria är en mosaik av jordbruksmark och naturlig växtlighet.